# 宮崎莊平
宮崎 莊平（宮崎荘平、みやざき そうへい、1933年2月18日 - 2024年3月26日）は、日本の国文学者。新潟大学名誉教授。

## 略歴
長野県生まれ。國學院大學文学部卒、東京都立大学大学院博士課程満期退学。95年「女房日記の研究」で東京都立大学より文学博士。藤女子大学助教授、教授、新潟大学教授、97年定年退官、名誉教授、國學院大學教授。2004年退職。
2024年3月26日午後1時18分、特発性血小板減少性紫斑病のため千葉県松戸市の高齢者施設で死去。91歳没。

## 著書
- 『平安女流日記文学の研究』笠間書院 1972
- 『平安女流日記文学の研究 続編』笠間書院 1980
- 『王朝女流日記案内』朝文社 1992
- 『清少納言と紫式部 その対比論序説』朝文社 1993
- 『女房日記の論理と構造』笠間書院 1996
- 『王朝女流日記文学の形象』おうふう 2003
- 『清少納言"受難"の近代 「新しい女」の季節に遭遇して』新典社新書 2009
- 『王朝女流文学論攷 物語と日記』新典社研究叢書 2010
- 『土屋文明私論 歌・人・生』新典社選書 2010
- 『来し方 随想集』講談社ビジネスパートナーズ (製作) 2012
- 『女流日記文学論輯』新典社 2015

### 共編著
- 『王朝女流日記文学』伊藤博共著 笠間書院 1977
- 『中古女流日記文学』伊藤博共著 笠間書院 1977
- 『源氏物語の鑑賞と基礎知識 no.9　葵』編 至文堂 国文学「解釈と鑑賞」別冊　2000
- 『日記文学事典』岩佐美代子,津本信博共編 勉誠出版 2000
- 『王朝女流文学の新展望』伊藤博共編 竹林舎 2003
- 『源氏物語の鑑賞と基礎知識 no.34若菜 下(前半)』編 至文堂 国文学「解釈と鑑賞」別冊　2004

### 訳注
- 『成尋阿闍梨母集 全訳注』講談社学術文庫 1979
- 『紫式部日記』全訳註 講談社学術文庫（上下） 2002、改版・全1巻 2023

## 論文
- >宮崎荘平